# Ibba Laajab
Ibba Laajab est un footballeur norvégien né le 21 mai 1985 à Imzouren (Maroc). Il évolue au poste d'avant-centre.

## Biographie
Ibba Laajab joue en Allemagne, en Norvège, en Chine et au Japon.
Avec le club de Bodö/Glimt, il inscrit 17 buts deuxième division norvégienne en 2013, puis en 13 buts en première division en 2014.
Avec l'équipe japonaise du Yokohama FC, il inscrit 18 buts en J. League 2 en 2016, puis 24 buts en 2017. Il est l'auteur d'un triplé sur la pelouse du Roasso Kumamoto en avril 2017.

## Palmarès
- Champion de Norvège de D2 en 2013 avec le FK Bodö/Glimt